# Sabino Ocan Odoki
Sabino Ocan Odoki (ur. 8 sierpnia 1957 w Layibi) – ugandyjski duchowny rzymskokatolicki, od 2010 biskup Arua.

## Życiorys
Święcenia kapłańskie otrzymał 10 września 1983 i został inkardynowany do archidiecezji Gulu. Był m.in. założycielem diecezjalnego centrum duszpasterskiego oraz rektorem krajowego seminarium w Alokolum.
22 lipca 2006 został mianowany biskupem pomocniczym Gulu ze stolicą tytularną Sabrata. Sakry biskupiej udzielił mu 21 października 2006 ówczesny metropolita Gulu, John Baptist Odama.
20 października 2010 papież Benedykt XVI mianował go biskupem diecezji Arua.